# プラントハンター
プラントハンター(英: Plant hunter)とは、主に17世紀から20世紀中期にかけてヨーロッパで活躍した職業で、食料・香料・薬・繊維等に利用される有用植物や、観賞用植物の新種を求め世界中を探索する人のこと。

## 概要
欧州各国の中でも、プラントハンターが最も盛んであったのはイギリスやオランダなどの国である。キューガーデンなどの公的機関や、ヴィーチ商会などの民間企業がしのぎを削りプラントハンターを日本も含むアジアや中南米まで派遣した。ペリーが黒船で来日した際にも、プラントハンターが二名同船しており、日本での植物採集を行ったという。
専業のプラントハンター以外にもチャールズ・ダーウィンのように調査航海に同行した生物学者や船医が現地で植物を収集することもあった。

## 歴史
世界で初となる貴重な異国の植物を集める旅は、紀元前15世紀のファラオであるハトシェプスト女王による探検であり、プント国から香料が鉢植えとしてもたらされた。中世後期において、セイヨウトチノキやチューリップのような植物はオリエントからヨーロッパにもたらされ、アムステルダムでは16世紀中ごろにチューリップ・バブルも発生した。

### 18世紀
18世紀には、イギリス帝国がプラントハントの担い手となり、世界中から動植物を収集し、研究機関としてキューガーデンを設立した。
1766-68年、ルイ・アントワーヌ・ド・ブーガンヴィル船長がフランス人として初めて世界一周を成し遂げた際、同行していた植物学者のフィリベール・コメルソンは今日園芸種として知られているブーゲンビリアを発見した。この探検はまた、「ポリネシアン・トライアングル=手付かずの自然の宝庫」というヨーロッパでの印象も形作った。
ジョゼフ・バンクスとダニエル・ソランダーは、ジェームズ・クックによる第一回航海に同行した。ヨハン・フォースターとその子ゲオルク・フォルスターはクックの第二回航海に同行し、南部アフリカ、ニュージーランド、ポリネシアン・トライアングルを探検した。この際に、ギョリュウバイの輸入も行った。その一方でバンクスは、自身での植物探検も行っておりフランシス・マッソンを南部アフリカに派遣していた。
これらの探検の報告書は、上流階級の読み物から大衆文化へと変化した。ジャン＝ジャック・ルソーは友人の幼い娘に植物採集と植物標本についての基礎を教える手紙を10通送っている。
1787年には、外来植物とその出自に関する雑誌であるカーチス植物学雑誌が創刊された。

### 19世紀 - 20世紀
19世紀、新種植物の商業化に伴いプラントハンターは職業の一種として社会的地位を向上していった。
アレクサンダー・フォン・フンボルトは中南米を旅し、熱帯生息地の関係に興味を抱いた。彼はヨーロッパにベニバナサワギキョウ（Lobelia cardinalis）やダリアをもたらした。
詩人で自然学者のアーデルベルト・フォン・シャミッソーは、ニコライ・ルミャーンツェフによる南極海を越える探検に同行し、ハナビシソウ（カリフォルニア・ポピー）を持ち込んだ。
デビット・ダグラスは1823年から1834年の間王立園芸協会のために植物採集事業を行い、ダグラスファー、ヒイラギメギ、ハナスグリ、ラッセルルピナスや多様なモミ属の植物などを収集した。
プラントハンターによってもたらされる、時には数千に及ぶ新種植物の中でその後も繁殖を続けたのは僅か数種類であった。1834年、ナサニエル・バグショー・ウォードがウォードの箱と呼ばれる小さな温室（テラリウム）を発明した。これはガラスケースの中で水の循環を行うもので、この発明によりシダ植物やランなどのより繊細な植物を遠隔地に運ぶ事が可能となり、プラントハントの舞台は一層広がった。
また、阿片戦争の終結に伴い、日本や中国でのプラントハントも急速に拡大した。
フィリップ・フランツ・フォン・シーボルトは1823から1829年に、当時渡航の困難であった日本を訪れている。彼はアジサイをはじめとする多くの日本の固有種をヨーロッパに知らしめた。しかし、彼の前任者であるカール・ツンベルクは既にガクアジサイなどの多くのアジサイの品種を紹介していた。
ロバート・フォーチュンは19年間、王立園芸協会のためにオウバイ、ケマンソウ、ヒイラギナンテン、アイノコレンギョウ、ツツジ、そしてスギやヒノキなどの中国の植物を採集した。
ジョセフ・ダルトン・フッカーはダージリンでの採集を終えた後、イングランドでツツジに熱中した。
アマーリエ・ディートリッヒはハンブルクの商家であったヨハン・セザール・ゴーデフロイ6世のため、メガラニカ（オーストラリア大陸）を探検した。
アーネスト・ヘンリー・ウィルソンはハンカチノキを探すために中国に送られた。

## 著名なプラントハンター
- ロバート・フォーチュン
- ジョゼフ・バンクス
- ユルバン・ジャン・フォーリー
- フランク・キングドン＝ウォード（英語版）(英: Frank Kingdon-Ward)[3]

## プラントハンターを扱った作品
- 漫画 ゴルゴ13 『種子探索人（第312話）』発表1992年8月
- 漫画『イーフィの植物図鑑』
- 漫画『ふしぎの国のバード』
- ライトノベル『シンフォニアグリーン』